# Златан Ібрагімович
Зла́тан Ібрагі́мович (швед. Zlatan Ibrahimović; шведська вимова — [ˈslaːtan ɪbraˈhiːmʊvɪtɕ], боснійська вимова — [zlǎtan ibraxǐːmoʋitɕ]; нар. 3 жовтня 1981, Мальме, Швеція) — колишній шведський футболіст боснійського походження. Виступав за національну збірну Швеції.
Найкращий бомбардир в історії збірної Швеції (62 голи), третій гравець світу за кількістю нагород — 31[джерело?].
Грав на чотирьох чемпіонатах Європи (2004, 2008, 2012 і 2016) і на двох чемпіонатах світу (2002 і 2006).
5 червня 2023 року оголосив про закінчення власної футбольної кар'єри.

## Ранні роки
Златан Ібрагімович народився в Мальме на півдні Швеції в родині вихідців з Боснії і Герцеговини; його батько Шефік — боснійський мусульманин з Бієліни, мати Юрка — боснійська хорватка. Його батьки зустрілися і одружилися у Швеції; Златан виріс в Русенгорді, передмісті Мальме, відомому своєю численною іммігрантською громадою. Він почав грати в футбол в десятирічному віці в місцевому русенгордському дитячому клубі «Балкан», команду якого складали в переважно діти іммігрантів, в основному югославського і сомалійського походження. 1995 року Ібрагімович почав грати в юнацькій команді клубу «Мальме».

## Клубна кар'єра

### «Мальме»
Професіональна кар'єра Ібрагімовича почалася в сезоні 1999 року у складі основної команди «Мальме», який грав у вищій лізі шведського футболу Аллсвенскан. Це був надзвичайно невдалий для клуба сезон: вдруге у своїй історії і вперше за останні 63 сезони «Мальме» вилетів з вищої ліги. В наступному сезоні «Мальме» повернувся до шведської футбольної еліти, чому сприяли 12 голів, забиті Ібрагімовичем. Успіхи молодого нападника привернули увагу відомого тренера Арсена Венгера, який намагався влаштувати його перехід до лондонського «Арсеналу», але «Мальме» відмовився продати гравця.
2001 року Ібрагімович привернув увагу іншого іменитого тренера Лео Бенгаккера, який в той час був президентом амстердамського «Аякса». Бенхаккер спостерігав за тренувальними іграми «Мальме» в Ла-Манзі в Іспанії, і після чудового голу, забитого Ібрагімовичем у ворота норвезького клубу «Мосс», вирішив придбати талановитого гравця. Бенхаккер повернувся до Амстердаму, і 22 березня 2001 року «Аякс» підписав з «Мальме» угоду про перехід Ібрагімовича до складу голландського клубу за рекордні на той час 7,8 млн євро; це найбільша сума, яку отримував будь-який шведський клуб за свого гравця.

### «Аякс»
В «Аяксі» тренер Ко Адріансе випускав Ібрагімовича на поле дуже рідко. Однак 29 листопада 2001 року його звільнили, і команду очолив Рональд Куман, який почав регулярно включати Златана до стартового складу, і його кар'єра швидко пішла вгору. У сезоні 2001/02 років «Аякс» став чемпіоном Нідерландів.
В наступному сезоні Ібрагімович гучно заявив про себе на найвищому рівні європейського клубного футболу, в Лізі Чемпіонів. У своєму першому матчі в цьому турнірі проти чемпіона Франції ліонського «Олімпіка» він забив два голи, один з яких став справжнім футбольним шедевром: показавши чудовий дриблінг, він зумів обіграти бразильського захисника Едмілсона і з незручного гострого кута повз воротаря влучити у ворота. Ібрагімович бездоганно провів усі матчі турніру, в якому «Аякс» в той сезон дійшов до чвертьфіналу, де поступився з мінімальним рахунком майбутньому чемпіону Європи італійському «Мілану».
Напруга матчів у Лізі Чемпіонів дала про себе знати в національному чемпіонаті, який «Аякс» в той сезон завершив другим, поступившись ПСВ (Ейндховен). Втім, в наступному сезоні 2002/03 років «Аякс» знову здобув чемпіонський титул. Ібрагімович продовжував чудово грати як в національному чемпіонаті, так і, зокрема, в Лізі Чемпіонів, де він забив видовищний гол у ворота іспанської «Сельти». В груповому матчі проти «Мілана» 16 вересня 2003 року міланського півзахисника Дженнаро Гаттузо видалили з поля за удар Ібрагімовича в обличчя; втім, цього сезону «Аяксу» не вдалося вийти за межі групового турніру.
Наступний сезон почався для Ібрагімовича дуже вдало. 22 серпня 2004 року він забив у ворота «Бреди» неймовірний гол, який глядачі каналу «Євроспорт» визнали найкрасивішим голом року. В стилі Дієго Марадони він обіграв майже всю оборону «Бреди», постійно виконуючи фінти (один з яких обдурив навіть телевізійного оператора), а потім майстерно обійшов воротаря і спокійно пробив у порожні ворота. Але вже 31 серпня 2004 року, в останній день літнього трансферного вікна, Ібрагімович покинув «Аякс» і за 19 млн євро перейшов до туринського «Ювентуса».

### «Ювентус»
В «Ювентусі» він досить швидко здобув місце в стартовому складі, частково через травму одного з найкращих бомбардирів команди Давіда Трезеге, частково через особливу прихильність тренера клубу Фабіо Капелло до шведського гравця. (Капелло вже намагався придбати Ібрагімовича, коли очолював «Рому»), але в основному завдяки своїй надзвичайній продуктивності. В сезоні 2004/05 Серії A він забив 16 голів; для італійського чемпіонату, в якому через традиційно добре організовану оборону італійських клубів нападнику, особливо іноземному, дуже важко проявити себе під час свого першого сезону в Серії A, такий початок вважається винятково успішним. Уболівальники «Ювентуса» визнали Ібрагімовича найкращим гравцем клубу цього сезону.
Наприкінці сезону в пресі почали циркулювати чутки про те, що «Ювентус» начебто відмовився продати Ібрагімовича мадридському «Реалу» за 70 млн євро; як з'ясовано згодом, це була піар-компанія, влаштована агентом Ібрагімовича для підвищення його ціни на футбольному ринку.
14 листопада 2005 року Ібрагімович здобув шведський «Золотий м'яч» — нагороду, якою відзначається найкращий шведський футболіст року.
Наступний сезон був для Ібрагімовича більш важким і нервовим. Він завжди мав проблеми зі шведськими журналістами, і зі зростанням інтересу преси до нього напруженість стосунків з пресою також зростала. Протягом осені 2005 року роль Ібрагімовича в атаці «Ювентуса» поступово змінювалася; з центра поля він все більше відтягувався на фланг, від безпосередньо атакувальних функцій переходячи на роль плеймейкера й цільового гравця, для якої він виявився добре пристосованим завдяки своїм чудовим фізичним кондиціям. Він став менше забивати сам і більше робити гольових передач.
Хоча він продовжував показувати дуже якісну гру, можливо, найкращу у своїй кар'єрі, преса почала критикувати його за відсутність голів. Коли у весняному колі італійського чемпіонату його фізичний стан дещо погіршився і якість його гри за межами штрафного майданчика також знизилася, у пресі, як італійській, так і шведській, вибухнула справжня буря: вболівальники і журналісти вважали, що замість Ібрагімовича треба більше давати грати кумиру вболівальників Алессандро Дель П'єро. Втім, Ібрагімович відіграв до кінця сезону у стартовому складі, а «Ювентус» в цьому сезоні став чемпіоном Італії. Попри це, він здобув серед журналістів репутацію людини гордовитої та нестриманої, особливо у Швеції, де це враження було підкріплене кількома його сварками зі шведськими журналістами, які набули резонансу у пресі.
Влітку 2006 року «Ювентус» і Ібрагімович втратили чемпіонські титули, здобуті в двох попередніх сезонах, внаслідок скандалу з договірними матчами; «Ювентус» був також переведений до нижчої ліги. Нове керівництво клубу робило спроби умовити Ібрагімовича та інших провідних гравців залишитися у команді, але Златан і його агент твердо вирішили піти, і навіть погрожували судовим процесом, якщо клуб не погодиться скасувати контракт. 10 серпня 2006 року Ібрагімович підписав чотирирічний контракт з міланським «Інтернаціонале» (24,8 млн євро).

### «Інтернаціонале»
Сезон 2006/07 у складі «Інтера» Ібрагімович вдало почав матчем проти «Фіорентини», в якому забив один гол і зробив результативний пас, але потім трапилася низка не дуже вдалих ігор, як в чемпіонаті Італії, так і в Лізі Чемпіонів. Справи поліпшилися після перемоги з рахунком 4:3 над «Міланом» у міланському дербі; «Інтер» провів дивовижну безпрограшну серію з сімнадцяти матчів і вперше з 1989 року виборов чемпіонський титул в полі (скудетто 2006 року «Інтер» здобув лише завдяки дискваліфікації «Ювентуса»); тренер «Інтера» Роберто Манчіні зробив Ібрагімовича провідним нападником команди. Продуктивність Ібрагімовича в цьому сезоні дала підстави Роберто Манчіні і нападнику «Ліворно» Крістіано Лукареллі порівняти його з легендарним голландським бомбардиром Марко ван Бастеном.
В травні 2007 преса знову, як і в 2005 році, заговорила про можливий перехід Ібрагімовича до мадридського «Реала». Цього разу його трансфер до Іспанії вважався ймовірнішим, позаяк «Реал» тоді очолював Фабіо Капелло, з яким Ібрагімович плідно співпрацював ще в «Ювентусі».

### «Барселона»
У 2009 році, в обмін на не менш перспективного гравця Самюеля Ето'о, футболіст перейшов до рядів іспанського гранда «Барселони». Дебютував за «блаугранас» 23 серпня 2009 року в матчі за Суперкубок Іспанії проти «Атлетіка» (Більбао). 28 серпня 2009 Златан виграв Суперкубок УЄФА. У першому турі іспанської Прімери сезону 2009/2010 в матчі проти команди «Спортінга» з Хіхон Златан забив свій перший гол за «Барселону». Після чого швед відзначався в трьох матчах поспіль.
20 жовтня Златан забив свій перший гол у Лізі чемпіонів 2009/2010 у матчі групового етапу проти «Рубіна». П'ять днів потому Ібрагімович зробив дубль, відзначившись у матчі проти «Реал Сарагоси» (6:1). Проте 7 листопада Ібрагімович отримав травму стегна і вибув на три тижні. Він повернувся на матч проти «Реал Мадрида», вийшовши на заміну замість Тьєррі Анрі на початку другого тайму, (на 56-й хвилині) і з передачі Дані Алвеса забив переможний м'яч, відзначившись сьомий раз в семи зустрічах. 19 грудня 2009 Златан став переможцем Клубного чемпіонату світу з футболу 2009, обігравши у фінальному матчі «Естудіантес» (2:1).
Перший гол у 2010 році Златан забив 14 лютого о матчі проти «Атлетіко Мадрид». 6 березня Ібрагімович отримав червону картку в матчі проти «Альмерії» (2:2), після чого пропустив одну зустріч. Під час розминки перед матчем іспанської Прімери проти «Атлетіка» (Більбао) Златан пошкодив триголовий м'яз гомілки, внаслідок чого пропустив матч-відповідь чвертьфіналу Ліги чемпіонів 2009/10 проти «Арсеналу» (4:1), і Ель- Класіко проти «Реала» (2:0), а також наступний матч ліги проти «Депортіво». Він повернувся на поле в матчі проти «Еспаньйола», вийшовши на 82-й хвилині.
Ібрагімович закінчив сезон з 16 забитими м'ячами, а «Барселона» виграла Ла Лігу, набравши 99 очок у 38 матчах. Свій останній гол за «Барсу» швед забив у матчі Суперкубка Іспанії, 14 серпня проти «Севільї», а 25 серпня він зіграв останній матч за синьо-гранатових в рамках Кубка Жоана Гампера проти «Мілана». Після чого в ЗМІ стала з'являтися інформація про конфлікт Ібрагімовича з тренером «Барселони» Хосепом Гвардіолою. У сезоні 2010/11 був на правах оренди в «Мілані».

### «Мілан»
Після закінчення оренди в «Мілані», італійський клуб викупив Ібрагімовича. І в сезоні 2011/12 Златан виступав за італійський «Мілан». У дебютному матчі проти «Лаціо» забив гол на 22 хвилині. Наступний матч став для Златана дебютним за «Мілан» у Лізі чемпіонів. Там швед теж відзначився голом. У 3 турі групового етапу цього турніру, забив гол у ворота БАТЕ. На 79 хвилині 9 туру чемпіонату уразив ворота «Парми». У наступному матчі проти «Роми» оформив дубль. Продовжив свою гольову серію знову забивши в єврокубковому матчі з БАТЕ, а потім забив гол і віддав гольову передачу в поєдинку з «Катанією». У 5 турі групового етапу Ліги чемпіонів уразив ворота «Барселони», розпочавши ще одну гольову серію. У наступному матчі оформив дубль, а далі забивав у ворота «Дженоа», «Кальярі», «Болоньї», «Сієни» й «Аталанти». Зіграв у дербі з «Інтернаціонале» й оформив у наступному матчі дубль. Далі віддав гольовий пас і відзначився голом. У матчі 22 туру з «Наполі» Златана видалили з поля. У плей-оф Ліги чемпіонів забив гол у ворота лондонського «Арсеналу». Потім оформив хет-трик у ворота «Палермо». У 27 турі забив у ворота «Лечче». Далі забив гол у ворота «Парми», а в наступному поєдинку з «Ромою» забив два м'ячі. У 31 турі відзначився голом у ворота «Фіорентіни». На 90 хвилині приніс нічию своїй команді, відзначившись забитим м'ячем у ворота «Болоньї». Оформив дубль у ворота «Сієни» в 35 турі. У міланському дербі відзначився дублем, але «Мілан» не переміг.

### «Парі Сен-Жермен»
З сезону 2012/2013 виступає за французький Парі Сен-Жермен. Зіграв 2016 року в фіналі кубка країни. Для 34-річного нападника Златана Ібрагімовича цей поєдинок став останнім у футболці паризького клубу. Швед відзначився двома голами і результативною передачею.

### «Манчестер Юнайтед»
2016 року перейшов до англійського клубу «Манчестер Юнайтед». 1 липня «Манчестер Юнайтед» офіційно оголосив про підписання контракту з Ібрагімовичем. У своєму першому товариському матчі за «червоних дияволів» Ібрагімович забив гол у ворота «Галатасарая» в падінні «ножицями». Офіційний дебют Ібрагімовича за «Юнайтед» відбувся 7 серпня 2016 року в матчі на Суперкубок Англії, в якому він забив переможний м'яч у ворота «Лестер Сіті».
14 серпня Ібрагімович відзначився голом у своєму дебютному матчі Прем'єр-ліги проти «Борнмута», пробивши з 23 метрів у нижній лівий кут воріт. Тим самим він встановив рекорд як гравець, який забивав м'ячі в своїх дебютних матчах у чемпіонатах Англії, Італії, Іспанії, Франції та в Лізі чемпіонів. 19 серпня Ібрагімович дебютував за «Юнайтед» на «Олд Траффорд» в офіційному матчі. Ібрагімович також був визнаний кращим гравцем матчу.
У домашньому матчі 4-го туру, у манчестерському дербі 10 вересня (1:2), Ібрагімович забив свій четвертий м'яч у чемпіонаті Англії. Ібрагімович забив переможний гол у ворота луганської «Зорі» в матчі 2-го туру групового раунду Ліги Європи (1:0). Швед став третім футболістом, який забивав за сім різних клубів у турнірах УЄФА.
Наприкінці 2016 року з'явилася інформація, що клуб запропонував 35-річному нападникові увійти до тренерського штабу команди після закінчення кар'єри. На початку січня Ібрагімович уперше став кращим гравцем у «Манчестер Юнайтед» у грудні за версією вболівальників. У матчі 21-го туру чемпіонату Англії проти «Ліверпуля» (1:1) забив гол на 84-й хвилині зустрічі й урятував «манкуніанців» від поразки. Хет-трик Ібрагімовича приніс «МЮ» перемогу над «Сент-Етьєном» (3:0) у першому матчі 1/16 фіналу Ліги Європи.
26 лютого 2017 року в фінальному матчі Кубка англійської ліги «Манчестер Юнайтед» на стадіоні «Вемблі» в Лондоні обіграв «Саутгемптон» (3:2) завдяки дублю Ібрагімовича.
3 березня Ібрагімовича вдруге визнано кращим гравцем «Манчестер Юнайтед» у лютому за версією вболівальників. 7 березня Ібрагімовича дискваліфіковано на три матчі за удар ліктем захисника «Борнмута» в матчі 27-го туру.
4 квітня врятував «МЮ» від поразки в матчі з «Евертоном» (1:1), забивши гол на 94-й хвилині. 21 квітня, в матчі-відповіді 1/4 фіналу Ліги Європи проти «Андерлехта» травмував коліно внаслідок невдалого приземлення на газон наприкінці другого тайму й не зміг продовжити гру, пізніше у нього були діагностовані «значні пошкодження зв'язок коліна», які вивели його зі строю мінімум до закінчення сезону. У ЗМІ з'явилися чутки, що Ібрагімович завершить кар'єру через травму, але в своєму Інстаграмі Ібрагімович заявив: «я повернуся навіть сильнішим, здаватися — не варіант».
2 травня успішно переніс операцію на коліні, підтвердивши це своїм постом в Інстаграмі. Агент Ібрагімовича Міно Райола спростував можливе завершення кар'єри через травми й повідомив, що він буде відновлюватися в США. 9 травня Daily Mail надала інформацію про зарплату Ібрагімовича, вона становила понад £ 19 млн, в тиждень футболіст отримував £ 367 тис., а також бонус у розмірі £ 2,8 млн за певну кількість голів. 24 травня «Манчестер Юнайтед» обіграв у фінальному матчі Ліги Європи «Аякс» (0:2), кубок УЄФА став 33-м трофеєм для шведа. За підсумками турніру Ібрагімович увійшов до символічної збірної. 31 травня Райола повідомив, що Ібрагімович хоче продовжити свою кар'єру в «МЮ».
9 червня «Манчестер Юнайтед» виключив Ібрагімовича з заявки на АПЛ, після чого в ЗМІ з'явилися чутки про можливе повернення шведа в «Мілан», про перехід в «Зеніт» або «Герту», а також переїзд в MLS. 30 червня контракт з «МЮ» закінчився й Ібрагмович став вільним агентом. 11 серпня головний тренер манкуніанців Жозе Моурінью підтвердив, що «МЮ» веде переговори з Ібрагімовичем про новий контракт.
24 серпня 2017 року Ібрагімович підписав новий контракт з «Манчестер Юнайтед». Угода розрахована на один сезон.

### «Лос-Анджелес Гелаксі»
23 березня 2018 року стало відомо, що «Манчестер Юнайтед» достроково припинив дію контракту футболіста. Цього ж дня повідомлено, що Златан Ібрагімович став гравцем «Лос-Анджелес Гелаксі».
На 20 липня 2019 року в сезоні 2018/19 на рахунку Ібрагімовича в чемпіонаті Major League Soccer (MLS) — 13 голів (третє місце серед бомбардирів), серед яких два хет-трики: 29 липня 2018 року форвард забив три м'ячі в матчі проти «Орландо Сіті» (загальний рахунок 4:3 на користь «Гелаксі») та 19 липня 2019-го — у ворота «Лос-Анджелеса» (загальний рахунок матчу 3:2).

### Повернення до «Мілана»
27 грудня 2019 року на правах вільного агента 38-річний нападник уклав контракт до кінця сезону 2019/20 з італійським «Міланом».
31 серпня гравець підписав нову угоду з Міланом. Контракт розрахований на один сезон, до 30 червня 2021 року. За умовами нової домовленості, гравець гарантовано отримає 7 мільйонів євро. Також Златан попросив про зміну ігрового номера з 21 на 11, під яким він виступав за клуб у сезоні 2011/2012 років.
4 червня 2023 року, наприкінці останнього матчу Серії А сезону 2022—2023, Златан Ібрагімович оголосив про завершення футбольної кар'єри.

## Національна збірна

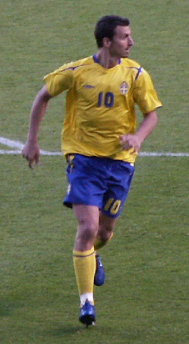
Златан Ібрагімович у збірній

У складі збірної Швеції Ібрагімович уперше вийшов на поле 31 січня 2001 року в товариському матчі проти Фарерських островів, який закінчився нульовою нічиєю. В цьому матчі у складі збірної грали тільки гравці національних чемпіонатів скандинавських країн. Його перший турнірний матч у складі збірної відбувся 7 жовтня того ж року; це був відбірний матч до чемпіонату світу 2002 року проти Азербайджану. Ібрагімович був у складі збірної у фінальній частині цього чемпіонату в Японії і Південній Кореї, де Швеції вдалося вийти з «групи смерті», в якій грали збірні Аргентини, Англії і Нігерії. Ібрагімович відіграв на цьому чемпіонаті лише один тайм в останньому матчі проти Сенегалу, який Швеція програла, пропустивши «Золотий гол» у додатковий час.
У відбірному циклі до чемпіонату Європи 2004 року Ібрагімович вже регулярно виходив на поле у стартовому складі, і після вдалого сезону в «Аяксі» він підійшов до фінальних ігор чемпіонату в Португалії в чудовій спортивній формі. У складі збірної він грав в атаці разом з зіркою шотландського «Селтіка» Генріком Ларссоном і Фредріком Юнгбергом з лондонського «Арсеналу». На чемпіонаті Ібрагімович показав дуже добру гру; він забив пенальті в матчі з Болгарією, а в матчі проти Італії на останніх хвилинах матчу зумів прорватися крізь добре організовану оборону італійців і, вистрибнувши у повітря спиною до воріт, неймовірним ударом п'яткою дістав м'яч на висоті півтора метра над полем і забив гол, зрівнявши рахунок. В цьому чемпіонаті Швеція дійшла до чвертьфіналу, в якому програла Нідерландам за результатами серії післяматчевих пенальті; Ібрагімович був одним з гравців, що не забив гол у цій серії.
Ібрагімович також зробив значний внесок у потрапляння Швеції до фінальної частини чемпіонату світу 2006 року в Німеччині, хоча як його самого, так і збірну в цілому критикували за недостатню активність протягом цього відбірного циклу. В першому матчі чемпіонату проти Парагваю Ібрагімович був замінений після першого тайму й у наступній грі проти Англії не зміг вийти на поле через серйозне пошкодження. Наскільки воно вплинуло на його гру в наступних матчах збірної, невідомо; на цьому чемпіонаті Швеція вийшла з групи, але в ⅛ фіналу програла Німеччині.
Невдовзі після свого переходу до «Інтера» Ібрагімович був викликаний до збірної для участі в матчі кваліфікаційного турніру чемпіонату Європи 2008 року проти Ліхтенштейну 6 вересня 2006 року. Напередодні матчу Ібрагімович разом з Крістіаном Вільгельмссоном і Улофом Мельбергом всупереч правилам, встановленим тренерами збірної, відвідали нічний клуб. Хоча під час цієї прогулянки жоден з гравців нічого не пив, тренери збірної Ларс Лагербек і Роланд Андерссон вбачили порушення режиму серйозним і відіслали трьох гравців додому, і в матчі з Ліхтенштейном вони участі не брали.
Меллберг і Вільгельмссон, хоча і невдоволено, підкорилися рішенню тренерів, але Ібрагімович сприйняв його як особисту образу й відмовився грати за збірну в наступних матчах проти Іспанії і Ісландії (в яких Швеція перемогла без нього), а також у товариському матчі проти Єгипту 7 лютого 2007 року. Пізніше в пресі почали циркулювати чутки про повернення Ібрагімовича до збірної, які здійснилися 28 березня 2007 року, коли він вийшов на поле в кваліфікаційному матчі проти Північної Ірландії (Швеція несподівано програла 2:1). Ібрагімович забив у цьому матчі один гол, який не зараховано через офсайд.
У 2016 році після чемпіонату Європи 2016 заявив, що завершує кар'єру за збірну. Чутки про його повернення ходили ще 2 роки після цього, а згодом припинилися, адже всі враховували вік футболіста.
Проте несподівано у березні 2021 року у віці 39 років Ібрагімович опублікував фото у своїх соцмережах, де він у футболці національної збірної Швеції, з підписом у властивому для нього стилі «Повернення Бога». Згодом стало відомо, що він включений в заявку збірної Швеції на матчі відбору до чемпіонату світу 2022.

## Стиль гри
Ібрагімович — високий (зріст 195 см, вага 84 кг), кремезний і потужний гравець; його виняткові фізичні кондиції — одна з головних його переваг. Після того, як він почав грати в Італії, ця перевага розвинулася ще більше, тому що тренер «Ювентуса» Фабіо Капелло, відомий своєю прихильністю до фізично міцних гравців, призначив йому спеціальну додаткову програму фізичної підготовки. Сам Ібрагімович визнавав, що він, мабуть, набрав кілька зайвих кілограмів, і саме це негативно вплинуло на якість його гри весною 2006 року. Попри свої значні габарити Ібрагімович відрізняється стрибучістю і здатністю добре грати високо піднятою ногою, можливо, завдяки тому, що в юності він займався тхеквондо.

## Особисте життя
Одружений зі шведською актрисою і фотомоделлю Геленою Сегер. У пари є два сини — Максиміліан (нар. 22.09.2006) та Вінсент (нар. 06.03.2008). Зараз[коли?] живе в Парижі, літо проводить у своєму літньому будиночку в Мальме.
Ібрагімович має чорний пояс з тхеквондо. Ним він займався з дитячих років у клубі «Енігет» (швед. Enighet AB) у Мальме.
Златан володіє шістьма мовами: шведською, боснійською, англійською, іспанською, італійською, та французькою.
Кумир для Златана — Мухаммед Алі. Про це він неодноразово згадував: в інтерв'ю для «Євроспорт» і у власній книзі.

## Досягнення
- «Аякс»:
  - Чемпіон Нідерландів: 2002, 2004
  - Володар Кубка Нідерландів з футболу: 2002
  - Володар Суперкубка Нідерландів з футболу: 2002

- «Ювентус»:
  - Чемпіон Італії: 2005, 2006

- «Інтернаціонале»:
  - Чемпіон Італії: 2007, 2008, 2009
  - Володар Суперкубка Італії з футболу: 2006, 2008

- «Барселона»:
  - Чемпіон Іспанії: 2010
  - Володар Суперкубка Іспанії з футболу: 2009, 2010
  - Володар Суперкубка УЄФА: 2009
  - Переможець Клубного чемпіонату світу з футболу: 2009

- «Мілан»
  - Чемпіон Італії: 2011, 2022
  - Володар Суперкубка Італії з футболу: 2011

- «Парі Сен-Жермен»
  - Чемпіон Франції: 2013, 2014, 2015, 2016
  - Володар Кубка Франції: 2015, 2016
  - Володар Кубка французької ліги: 2014, 2015, 2016
  - Володар Суперкубка Франції: 2013, 2014, 2015

- «Манчестер Юнайтед»
  - Володар Кубка Футбольної ліги : 2017
  - Володар Суперкубка Англії: 2016
  - Переможець Ліги Європи УЄФА: 2017

- Володар «Золотого м'яча» як найкращий шведський футболіст 2005, 2007, 2008, 2009 та 2010 років
- Найкращий бомбардир Серії А (2009, 2012)
- Найкращий іноземний футболіст Серії А (2005, 2008, 2009)
- Найкращий футболіст Серії А (2008, 2009)
- Найкращий футболіст Швеції (2005, 2007, 2008, 2009, 2010, 2011)
- Найкращий спортсмен Швеції (2007, 2010)
- Нагорода імені Ференца Пушкаша: 2013
- Найкращий бомбардир в історії збірної Швеції (62 голи)

## Статистика

### Клубна статистика
Станом на 10 травня 2021 року
| Клуб                   | Сезон             | Чемпіонат | Чемпіонат | Чемпіонат | Кубок | Кубок | Кубок | Єврокубки | Єврокубки | Єврокубки | Всього | Всього | Всього |
| Клуб                   | Сезон             | Ігри      | Голи      | Пер.      | Ігри  | Голи  | Пер.  | Ігри      | Голи      | Пер.      | Ігри   | Голи   | Пер.   |
| ---------------------- | ----------------- | --------- | --------- | --------- | ----- | ----- | ----- | --------- | --------- | --------- | ------ | ------ | ------ |
| «Мальме»               | 1999              | 6         | 1         | 0         | —     | —     | —     | —         | —         | —         | 6      | 1      | 0      |
| «Мальме»               | 2000              | 26        | 12        | 1         | 3     | 2     | 0     | —         | —         | —         | 29     | 14     | 1      |
| «Мальме»               | 2001              | 8         | 3         | 2         | 4     | 0     | 0     | —         | —         | —         | 12     | 3      | 2      |
| «Мальме»               | Разом             | 14        | 4         | 2         | 4     | 0     | 0     | 0         | 0         | 0         | 18     | 4      | 2      |
| «Аякс»                 | 2001-02           | 24        | 6         | 4         | 3     | 1     | 1     | 6         | 2         | 0         | 33     | 9      | 5      |
| «Аякс»                 | 2002-03           | 25        | 13        | 1         | 4     | 3     | 0     | 13        | 5         | 1         | 42     | 21     | 2      |
| «Аякс»                 | 2003-04           | 22        | 13        | 7         | 1     | 0     | 0     | 8         | 2         | 0         | 31     | 15     | 7      |
| «Аякс»                 | 2004-05           | 3         | 3         | 1         | 1     | 0     | 0     | —         | —         | —         | 4      | 3      | 1      |
| «Аякс»                 | Разом             | 74        | 35        | 13        | 9     | 4     | 1     | 27        | 9         | 1         | 110    | 48     | 15     |
| «Ювентус»              | 2004-05           | 35        | 16        | 7         | 0     | 0     | 0     | 10        | 0         | 3         | 45     | 16     | 10     |
| «Ювентус»              | 2005-06           | 35        | 7         | 3         | 3     | 0     | 0     | 9         | 3         | 1         | 47     | 10     | 4      |
| «Ювентус»              | Разом             | 70        | 23        | 10        | 3     | 0     | 0     | 9         | 3         | 1         | 92     | 26     | 14     |
| «Інтер»                | 2006-07           | 27        | 15        | 5         | 2     | 0     | 2     | 7         | 0         | 1         | 36     | 15     | 8      |
| «Інтер»                | 2007-08           | 26        | 17        | 11        | 1     | 0     | 0     | 7         | 5         | 0         | 34     | 22     | 11     |
| «Інтер»                | 2008-09           | 35        | 25        | 7         | 4     | 3     | 1     | 8         | 1         | 3         | 47     | 29     | 11     |
| «Інтер»                | Разом             | 88        | 57        | 23        | 7     | 3     | 3     | 22        | 6         | 4         | 117    | 66     | 30     |
| «Барселона»            | 2009-10           | 29        | 16        | 9         | 3     | 1     | 1     | 13        | 4         | 3         | 45     | 21     | 13     |
| «Барселона»            | 2010-11           | 0         | 0         | 0         | 1     | 1     | 0     | 0         | 0         | 0         | 1      | 1      | 0      |
| «Барселона»            | Разом             | 29        | 16        | 9         | 4     | 2     | 1     | 13        | 4         | 3         | 46     | 22     | 13     |
| «Мілан» (1)            | 2010-11           | 29        | 14        | 12        | 4     | 3     | 0     | 8         | 4         | 0         | 41     | 21     | 12     |
| «Мілан» (1)            | 2011-12           | 32        | 28        | 8         | 4     | 2     | 0     | 8         | 5         | 4         | 44     | 35     | 12     |
| «Мілан» (1)            | Разом             | 61        | 42        | 20        | 8     | 5     | 0     | 16        | 9         | 4         | 85     | 56     | 24     |
| ПСЖ (Париж)            | 2012-13           | 34        | 30        | 10        | 3     | 2     | 0     | 9         | 3         | 7         | 46     | 35     | 17     |
| ПСЖ (Париж)            | 2013-14           | 33        | 26        | 15        | 5     | 5     | 2     | 8         | 10        | 0         | 46     | 41     | 17     |
| ПСЖ (Париж)            | 2014-15           | 24        | 19        | 6         | 7     | 9     | 1     | 6         | 2         | 1         | 37     | 30     | 8      |
| ПСЖ (Париж)            | 2015-16           | 31        | 38        | 13        | 10    | 7     | 3     | 10        | 5         | 3         | 51     | 50     | 19     |
| ПСЖ (Париж)            | Разом             | 122       | 113       | 44        | 25    | 23    | 6     | 33        | 20        | 11        | 180    | 156    | 61     |
| «Манчестер Юнайтед»    | 2016-17           | 28        | 17        | 5         | 7     | 6     | 1     | 11        | 5         | 4         | 46     | 28     | 10     |
| «Манчестер Юнайтед»    | 2017-18           | 5         | 0         | 0         | 1     | 1     | 0     | 1         | 0         | 0         | 7      | 1      | 0      |
| «Манчестер Юнайтед»    | Разом             | 33        | 17        | 5         | 8     | 7     | 1     | 12        | 5         | 4         | 53     | 29     | 10     |
| «Лос-Анджелес Гелаксі» | 2018              | 27        | 22        | 7         | —     | —     | —     | —         | —         | —         | 27     | 22     | 7      |
| «Лос-Анджелес Гелаксі» | 2019              | 31        | 31        | 8         | —     | —     | —     | —         | —         | —         | 31     | 31     | 8      |
| «Лос-Анджелес Гелаксі» | Разом             | 58        | 53        | 15        | —     | —     | —     | —         | —         | —         | 58     | 53     | 15     |
| «Мілан» (2)            | 2019-20           | 18        | 10        | 5         | 2     | 1     | 0     | —         | —         | —         | 20     | 11     | 5      |
| «Мілан» (2)            | 2020-21           | 19        | 15        | 2         | 2     | 1     | 0     | 6         | 1         | 1         | 27     | 17     | 3      |
| «Мілан» (2)            | 2021-22           | 23        | 8         | 3         | 0     | 0     | 0     | 4         | 0         | 0         | 27     | 8      | 3      |
| «Мілан» (2)            | Разом             | 60        | 33        | 10        | 4     | 2     | 0     | 10        | 1         | 1         | 74     | 36     | 11     |
| Всього за кар'єру      | Всього за кар'єру | 609       | 393       | 151       | 75    | 48    | 12    | 152       | 57        | 32        | 833    | 496    | 195    |

### Статистика виступів за збірну
| Дата       | Місто           | Господарі         | Результат               | Гості              | Турнір                     | Голи | Примітки         |
| ---------- | --------------- | ----------------- | ----------------------- | ------------------ | -------------------------- | ---- | ---------------- |
| 31-1-2001  | Векше           | Фарерські острови | 0 – 0                   | Швеція             | Чемпіонат Північної Європи | -    |                  |
| 1-2-2001   | Єнчепінг        | Швеція            | 0 – 1                   | Фінляндія          | Чемпіонат Північної Європи | -    | 65'              |
| 25-4-2001  | Женева          | Швейцарія         | 0 – 2                   | Швеція             | товариський матч           | -    | 46'              |
| 7-10-2001  | Стокгольм       | Швеція            | 3 – 0                   | Азербайджан        | Відбір до ЧС 2002          | 1    | 66'              |
| 10-11-2001 | Манчестер       | Англія            | 1 – 1                   | Швеція             | товариський матч           | -    | 74'              |
| 13-2-2002  | Салоніки        | Греція            | 2 – 2                   | Швеція             | товариський матч           | -    |                  |
| 27-3-2002  | Мальме          | Швеція            | 1 – 1                   | Швейцарія          | товариський матч           | -    | 69'              |
| 17-4-2002  | Осло            | Норвегія          | 0 – 0                   | Швеція             | товариський матч           | -    | 73'              |
| 17-5-2002  | Стокгольм       | Швеція            | 1 – 2                   | Парагвай           | товариський матч           | -    | 66'              |
| 25-5-2002  | Токіо           | Японія            | 1 – 1                   | Швеція             | Кубок Kirin                | -    | 67' — 81'        |
| 12-6-2002  | Повіт Міяґі     | Швеція            | 1 – 1                   | Аргентина          | ЧС 2002 - 1-й етап         | -    | 88'              |
| 16-6-2002  | Оїта            | Швеція            | 1 – 2                   | Сенегал            | ЧС 2002 - 1/8 фіналу       | -    | 76'              |
| 21-8-2002  | Москва          | Росія             | 1 – 1                   | Швеція             | товариський матч           | 1    | 89'              |
| 7-9-2002   | Рига            | Латвія            | 0 – 0                   | Швеція             | Відбір до ЧЄ 2004          | -    | 61' — 64'        |
| 12-10-2002 | Стокгольм       | Швеція            | 1 – 1                   | Угорщина           | Відбір до ЧЄ 2004          | 1    | 41' — 78'        |
| 30-4-2003  | Стокгольм       | Швеція            | 1 – 2                   | Хорватія           | товариський матч           | 1    |                  |
| 6-9-2003   | Гетеборг        | Швеція            | 5 – 0                   | Сан-Марино         | Відбір до ЧЄ 2004          | 2    |                  |
| 10-9-2003  | Хожув           | Польща            | 0 – 2                   | Швеція             | Відбір до ЧЄ 2004          | -    | 89'              |
| 11-10-2003 | Стокгольм       | Швеція            | 0 – 1                   | Латвія             | Відбір до ЧЄ 2004          | -    | 63'              |
| 31-3-2004  | Гетеборг        | Швеція            | 1 – 0                   | Англія             | товариський матч           | 1    | 90'              |
| 28-4-2004  | Коїмбра         | Португалія        | 2 – 2                   | Швеція             | товариський матч           | -    | 62'              |
| 28-5-2004  | Тампере         | Фінляндія         | 1 – 3                   | Швеція             | товариський матч           | -    |                  |
| 5-6-2004   | Стокгольм       | Швеція            | 3 – 1                   | Польща             | товариський матч           | -    | 63'              |
| 14-6-2004  | Лісабон         | Швеція            | 5 – 0                   | Болгарія           | ЧЄ 2004 - 1-й етап         | 1    | 65' — 81'        |
| 18-6-2004  | Порту           | Італія            | 1 – 1                   | Швеція             | ЧЄ 2004 - 1-й етап         | 1    |                  |
| 22-6-2004  | Порту           | Данія             | 2 – 2                   | Швеція             | ЧЄ 2004 - 1-й етап         | -    |                  |
| 26-6-2004  | Фару            | Швеція            | 0 – 0 д.ч. (4 – 5 п.п.) | Нідерланди         | ЧЄ 2004 - чвертьфінал      | -    | 58'              |
| 18-8-2004  | Стокгольм       | Швеція            | 2 – 2                   | Нідерланди         | товариський матч           | 1    |                  |
| 4-9-2004   | Та-Калі         | Мальта            | 0 – 7                   | Швеція             | Відбір до ЧС 2006          | 4    |                  |
| 8-9-2004   | Гетеборг        | Швеція            | 0 – 1                   | Хорватія           | Відбір до ЧС 2006          | -    |                  |
| 13-10-2004 | Рейк'явік       | Ісландія          | 1 – 4                   | Швеція             | Відбір до ЧС 2006          | -    | 53'              |
| 26-3-2005  | Софія (місто)   | Болгарія          | 0 – 3                   | Швеція             | Відбір до ЧС 2006          | -    | 9'               |
| 4-6-2005   | Гетеборг        | Швеція            | 6 – 0                   | Мальта             | Відбір до ЧС 2006          | 1    |                  |
| 3-9-2005   | Стокгольм       | Швеція            | 3 – 0                   | Болгарія           | Відбір до ЧС 2006          | 1    |                  |
| 7-9-2005   | Будапешт        | Угорщина          | 0 – 1                   | Швеція             | Відбір до ЧС 2006          | 1    | 90+3'            |
| 12-10-2005 | Стокгольм       | Швеція            | 3 – 1                   | Ісландія           | Відбір до ЧС 2006          | 1    | 31' — 74'        |
| 1-3-2006   | Дублін          | Ірландія          | 3 – 0                   | Швеція             | товариський матч           | -    | 38'              |
| 2-6-2006   | Стокгольм       | Швеція            | 1 – 1                   | Чилі               | товариський матч           | -    |                  |
| 10-6-2006  | Дортмунд        | Тринідад і Тобаго | 0 – 0                   | Швеція             | ЧС 2006 - 1-й етап         | -    |                  |
| 15-6-2006  | Берлін          | Швеція            | 1 – 0                   | Парагвай           | ЧС 2006 - 1-й етап         | -    | 46'              |
| 24-6-2006  | Мюнхен          | Німеччина         | 2 – 0                   | Швеція             | ЧС 2006 - 1/8 фіналу       | -    |                  |
| 2-9-2006   | Рига            | Латвія            | 0 – 1                   | Швеція             | Відбір до ЧЄ 2008          | -    | 42'              |
| 28-3-2007  | Белфаст         | Північна Ірландія | 2 – 1                   | Швеція             | Відбір до ЧЄ 2008          | -    |                  |
| 6-6-2007   | Стокгольм       | Швеція            | 5 – 0                   | Ісландія           | Відбір до ЧЄ 2008          | -    | 73'              |
| 22-8-2007  | Гетеборг        | Швеція            | 1 – 0                   | США                | товариський матч           | -    | 66'              |
| 8-9-2007   | Стокгольм       | Швеція            | 0 – 0                   | Данія              | Відбір до ЧЄ 2008          | -    | 80' — 89'        |
| 17-10-2007 | Стокгольм       | Швеція            | 1 – 1                   | Північна Ірландія  | Відбір до ЧЄ 2008          | -    |                  |
| 17-11-2007 | Мадрид          | Іспанія           | 3 – 0                   | Швеція             | Відбір до ЧЄ 2008          | -    |                  |
| 21-11-2007 | Стокгольм       | Швеція            | 2 – 1                   | Латвія             | Відбір до ЧЄ 2008          | -    |                  |
| 1-6-2008   | Стокгольм       | Швеція            | 0 – 1                   | Україна            | товариський матч           | -    | 56'              |
| 10-6-2008  | Вальс-Зіценгайм | Греція            | 0 – 2                   | Швеція             | ЧЄ 2008 - 1-й етап         | 1    | 71'              |
| 14-6-2008  | Інсбрук         | Швеція            | 1 – 2                   | Іспанія            | ЧЄ 2008 - 1-й етап         | 1    | 45'              |
| 18-6-2008  | Інсбрук         | Росія             | 2 – 0                   | Швеція             | ЧЄ 2008 - 1-й етап         | -    |                  |
| 6-9-2008   | Тирана          | Албанія           | 0 – 0                   | Швеція             | Відбір до ЧС 2010          | -    |                  |
| 10-9-2008  | Стокгольм       | Швеція            | 2 – 1                   | Угорщина           | Відбір до ЧС 2010          | -    | 36' — 80'        |
| 11-10-2008 | Стокгольм       | Швеція            | 0 – 0                   | Португалія         | Відбір до ЧС 2010          | -    | кап. - 34'       |
| 6-6-2009   | Стокгольм       | Швеція            | 0 – 1                   | Данія              | Відбір до ЧС 2010          | -    |                  |
| 10-6-2009  | Гетеборг        | Швеція            | 4 – 0                   | Мальта             | Відбір до ЧС 2010          | 1    | кап.             |
| 5-9-2009   | Будапешт        | Угорщина          | 1 – 2                   | Швеція             | Відбір до ЧС 2010          | 1    | кап.             |
| 9-9-2009   | Та-Калі         | Мальта            | 0 – 1                   | Швеція             | Відбір до ЧС 2010          | -    | кап.             |
| 10-10-2009 | Копенгаген      | Данія             | 1 – 0                   | Швеція             | Відбір до ЧС 2010          | -    |                  |
| 14-10-2009 | Стокгольм       | Швеція            | 4 – 1                   | Албанія            | Відбір до ЧС 2010          | -    | кап. - 77'       |
| 11-8-2010  | Стокгольм       | Швеція            | 3 – 0                   | Шотландія          | товариський матч           | 1    | 59'              |
| 3-9-2010   | Стокгольм       | Швеція            | 2 – 0                   | Угорщина           | Відбір до ЧЄ 2012          | -    | кап.             |
| 7-9-2010   | Мальме          | Швеція            | 6 – 0                   | Сан-Марино         | Відбір до ЧЄ 2012          | 2    | кап. - 82'       |
| 12-10-2010 | Амстердам       | Нідерланди        | 4 – 1                   | Швеція             | Відбір до ЧЄ 2012          | -    | кап.             |
| 9-2-2011   | Нікосія         | Швеція            | 1 – 1                   | Україна            | товариський матч           | -    | кап. - 46'       |
| 29-3-2011  | Стокгольм       | Швеція            | 2 – 1                   | Молдова            | Відбір до ЧЄ 2012          | -    | кап.             |
| 7-6-2011   | Стокгольм       | Швеція            | 5 – 0                   | Фінляндія          | Відбір до ЧЄ 2012          | 3    | 25'              |
| 2-9-2011   | Будапешт        | Угорщина          | 2 – 1                   | Швеція             | Відбір до ЧЄ 2012          | -    | кап. - 35'       |
| 6-9-2011   | Серравалле      | Сан-Марино        | 0 – 5                   | Швеція             | Відбір до ЧЄ 2012          | -    | кап.             |
| 7-10-2011  | Гельсінкі       | Фінляндія         | 1 – 2                   | Швеція             | Відбір до ЧЄ 2012          | -    | кап. - 43'       |
| 11-11-2011 | Копенгаген      | Данія             | 2 – 0                   | Швеція             | товариський матч           | -    | кап. - 64'       |
| 15-11-2011 | Лондон          | Англія            | 1 – 0                   | Швеція             | товариський матч           | -    | кап. - 46'       |
| 29-2-2012  | Загреб          | Хорватія          | 1 – 3                   | Швеція             | товариський матч           | 1    | кап. - 86'       |
| 30-5-2012  | Гетеборг        | Швеція            | 3 – 2                   | Ісландія           | товариський матч           | 1    | кап. - 63'       |
| 5-6-2012   | Стокгольм       | Швеція            | 2 – 1                   | Сербія             | товариський матч           | 1    | кап. - 81'       |
| 11-6-2012  | Київ            | Україна           | 2 – 1                   | Швеція             | ЧЄ 2012 - 1-й етап         | 1    | кап.             |
| 15-6-2012  | Київ            | Швеція            | 2 – 3                   | Англія             | ЧЄ 2012 - 1-й етап         | -    | кап.             |
| 19-6-2012  | Київ            | Швеція            | 2 – 0                   | Франція            | ЧЄ 2012 - 1-й етап         | 1    | кап.             |
| 6-9-2012   | Гельсінгборг    | Швеція            | 1 – 0                   | КНР                | товариський матч           | -    | кап. - 46'       |
| 11-9-2012  | Мальме          | Швеція            | 2 – 0                   | Казахстан          | Відбір до ЧС 2014          | -    | кап. - 76'       |
| 12-10-2012 | Торсгавн        | Фарерські острови | 1 – 2                   | Швеція             | Відбір до ЧС 2014          | 1    | кап.             |
| 16-10-2012 | Берлін          | Німеччина         | 4 – 4                   | Швеція             | Відбір до ЧС 2014          | 1    | кап.             |
| 14-11-2012 | Стокгольм       | Швеція            | 4 – 2                   | Англія             | товариський матч           | 4    | кап. - 90+1'     |
| 6-2-2013   | Стокгольм       | Швеція            | 2 – 3                   | Аргентина          | товариський матч           | -    | кап. - 46'       |
| 22-3-2013  | Стокгольм       | Швеція            | 0 – 0                   | Ірландія           | Відбір до ЧС 2014          | -    | кап.             |
| 3-6-2013   | Мальме          | Швеція            | 1 – 0                   | Північна Македонія | товариський матч           | -    | кап.             |
| 7-6-2013   | Відень          | Австрія           | 2 – 1                   | Швеція             | Відбір до ЧС 2014          | -    | кап.             |
| 11-6-2013  | Стокгольм       | Швеція            | 2 – 0                   | Фарерські острови  | Відбір до ЧС 2014          | 2    | кап.             |
| 14-8-2013  | Стокгольм       | Швеція            | 4 – 2                   | Норвегія           | товариський матч           | 3    | кап.             |
| 6-9-2013   | Дублін          | Ірландія          | 1 – 2                   | Швеція             | Відбір до ЧС 2014          | -    | кап.             |
| 10-9-2013  | Нур-Султан      | Казахстан         | 0 – 1                   | Швеція             | Відбір до ЧС 2014          | 1    | кап.             |
| 11-10-2013 | Стокгольм       | Швеція            | 2 – 1                   | Австрія            | Відбір до ЧС 2014          | 1    | кап. - 90+3'     |
| 15-11-2013 | Лісабон         | Португалія        | 1 – 0                   | Швеція             | Відбір до ЧС 2014          | -    | кап.             |
| 19-11-2013 | Стокгольм       | Швеція            | 2 – 3                   | Португалія         | Відбір до ЧС 2014          | 2    | кап.             |
| 5-3-2014   | Анкара          | Туреччина         | 2 – 1                   | Швеція             | товариський матч           | -    | кап. - 46'       |
| 28-5-2014  | Копенгаген      | Данія             | 1 – 0                   | Швеція             | товариський матч           | -    | кап. - 46'       |
| 4-9-2014   | Стокгольм       | Швеція            | 2 – 0                   | Естонія            | товариський матч           | 2    | кап. - 25' — 64' |
| 8-9-2014   | Відень          | Австрія           | 1 – 1                   | Швеція             | Відбір до ЧЄ 2016          | -    | кап. - 22'       |
| 15-11-2014 | Подгориця       | Чорногорія        | 1 – 1                   | Швеція             | Відбір до ЧЄ 2016          | 1    | кап.             |
| 27-3-2015  | Кишинів         | Молдова           | 0 – 2                   | Швеція             | Відбір до ЧЄ 2016          | 2    | кап. - 65'       |
| 31-3-2015  | Стокгольм       | Швеція            | 3 – 1                   | Іран               | товариський матч           | 1    | кап. - 46'       |
| 8-6-2015   | Осло            | Норвегія          | 0 – 0                   | Швеція             | товариський матч           | -    | кап. - 63'       |
| 14-6-2015  | Стокгольм       | Швеція            | 3 – 1                   | Чорногорія         | Відбір до ЧЄ 2016          | 2    | кап. - 90+1'     |
| 5-9-2015   | Москва          | Росія             | 1 – 0                   | Швеція             | Відбір до ЧЄ 2016          | -    | кап. - 46'       |
| 8-9-2015   | Стокгольм       | Швеція            | 1 – 4                   | Австрія            | Відбір до ЧЄ 2016          | 1    | кап.             |
| 9-10-2015  | Вадуц           | Ліхтенштейн       | 0 – 2                   | Швеція             | Відбір до ЧЄ 2016          | 1    | кап.             |
| 12-10-2015 | Стокгольм       | Швеція            | 2 – 0                   | Молдова            | Відбір до ЧЄ 2016          | 1    | кап. - 58'       |
| 14-11-2015 | Стокгольм       | Швеція            | 2 – 1                   | Данія              | Відбір до ЧЄ 2016          | 1    | кап. - 82'       |
| 17-11-2015 | Копенгаген      | Данія             | 2 – 2                   | Швеція             | Відбір до ЧЄ 2016          | 2    | кап.             |
| 29-3-2016  | Стокгольм       | Швеція            | 1 – 1                   | Чехія              | товариський матч           | -    | кап.             |
| 5-6-2016   | Стокгольм       | Швеція            | 3 – 0                   | Уельс              | товариський матч           | -    | кап. - 61'       |
| 13-6-2016  | Сен-Дені        | Ірландія          | 1 – 1                   | Швеція             | ЧЄ 2016 - 1-й етап         | -    | кап.             |
| 17-6-2016  | Тулуза          | Італія            | 1 – 0                   | Швеція             | ЧЄ 2016 - 1-й етап         | -    | кап.             |
| 22-6-2016  | Ніцца           | Швеція            | 0 – 1                   | Бельгія            | ЧЄ 2016 - 1-й етап         | -    | кап.             |
| Усього     |                 | Матчів (7 місце)  | 116                     |                    | Голів (1 місце)            | 62   |                  |

## Цікаві факти
- Ібрагімович має на обох передпліччях татуювання — серію цифр, яку вболівальники прозвали «кодом Ібрагімовича» (за аналогією з «Кодом Да Вінчі»). Це дати народження його батьків.
- Ібрагімович став четвертим шведським гравцем в історії «Аякса»; до нього за цей клуб грали Інге Даніельссон, Петер Ларссон і Стефан Петерссон.
- 84 % населення Русенгорда, району Мальме, в якому виріс Ібрагімович, становлять іммігранти та їхні нащадки, переважно біженці з Балканського півострова і Сомалі.
- У ході опитування, влаштованого на сайті Zlatan.net 2003 року, 61 % (4221) відвідувачів висловились на користь того, щоб на футболці Златана Ібрагімовича було написано «Zlatan»; 29 % (2014) підтримали напис «Ibrahimović», 9 % (617) утримались.
- У 2011 році Давід Лаґеркранц написав біографічну книгу про Ібрагімовича — «Я — Златан Ібрагімович» / швед. «Jag ar Zlatan Ibrahimovic». У 2021 році за мотивами книги було знято фільм «Я — Златан»
- 24 вересня 2020 року Златан Ібрагімович заразився коронавірусом[15], про це він власноруч написав у своєму Twitter акаунті: «Вчора я здав негативний тест на COVID, а вже сьогодні — позитивний. Жодних симптомів взагалі. COVID мав мужність кинути виклик мені. Погана ідея».[16]